# 杀戮尖塔
《杀戮尖塔》是一款类Rogue卡牌游戏，由美国工作室MegaCrit开发。最初於2017年11月在Steam上開始搶先體驗階段，支援Microsoft Windows、macOS和Linux系統，正式版于2019年1月发行。PlayStation 4版于2019年5月发行，任天堂Switch版于2019年6月发行。

## 遊玩方式

遊戲的卡牌戰鬥畫面，圖中顯示玩家可使用特定手牌來攻擊敵方

《殺戮尖塔》是一款融合roguelike與牌組構築的遊戲。在遊戲開頭玩家要先挑選一位角色，每位角色的特性截然不同，擁有各自的角色技能、專屬的卡牌種類等等。遊戲的目標是由底至上的探索高塔，遊戲中有數個大型樓層，每個樓層會出現許多樹狀的分支路線，不同路線可能會遭遇各種事件，諸如與怪物戰鬥、在營火休息、向商人進行交易、隨機事件等。每個樓層的終點都會出現一個頭目，戰鬥獲勝後即可進入下一個樓層。
遊戲的戰鬥系統為回合制。每回合玩家會抽取固定數量的手牌並獲得固定的能量值，每張卡牌在使用時都需要消耗不同的能量值，只要符合發動條件，玩家可以隨意打出手牌，也可以不使用手牌就直接結束回合。當玩家結束回合時，尚未使用的手牌將全部被送入棄牌堆之中。當抽牌推的卡牌都用光之時，棄牌推會重新洗牌並送回抽牌堆。遊戲中的卡牌種類繁多，主要有「顏色」與「類型」兩大特徵。顏色代表卡牌專屬於哪個角色，類型則代表卡牌的效果種類，比方說「攻擊」類型的牌會對敵方直接造成傷害；「技能」牌屬於輔助性質而不會當下造成傷害，有些技能牌可提升該回合的「格檔值」來降低受到的傷害，有些則能讓玩家額外抽取新牌；「能力」牌的效果會在該場戰鬥中持續生效，且使用後直接消失不會進入棄牌推；「狀態」與「詛咒」會使我方受到的負面效果，諸如暈眩、燒傷，由於這種牌通常情況下無法打出導致手牌空間被佔用。每場戰鬥勝利後會獲得隨機金錢、卡牌或藥水。此外還有對戰局影響重大的「遺物」系統，遺物可讓玩家獲得各種增益效果，例如戰鬥結束後自動回復生命、戰鬥開始可以多抽兩張牌、免疫負面狀態等。每個角色在開局都會獲得一個專屬遺物，擊敗敵人或參與隨機事件也有機會獲得新的遺物。
遊戲也具備Roguelike的「隨機性」，每次開局的地圖、敵人、卡牌、事件皆為隨機生成，此外一旦戰鬥死亡就只能從頭開始新的一局，無法回溯。不過即使失敗也可能留下一些永久成就，並非毫無價值。在戰鬥死亡後會進行分數結算，針對該場遊戲的地圖探索程度、殺敵數量進行評分，達到一定分數就會解鎖新的卡牌、道具與事件。
除了標準的冒險模式之外，遊戲也提供每日挑戰模式，讓玩家使用官方限定的角色或卡牌進行冒險，目標是獲得更高的分數，與其他玩家互相較量。

## 開發
MegaCrit是一個來自於美國西雅圖的獨立遊戲工作室，由Anthony Giovannetti與Casey Yano兩人主導開發。他們最初的目標是結合roguelike以及類似《皇輿爭霸》的牌組構築概念來製作一款新遊戲。《殺戮尖塔》也受到一款集換式卡片遊戲《Netrunner》的啟發，Giovannetti本人就是《Netrunner》的愛好者，他甚至還經營一個玩家社群網站。
透過Netrunner社群網站中資深玩家們的協助，Giovannetti獲得了不少《殺戮尖塔》的遊戲測試反饋。由於本作結合了roguelike的隨機性以及卡牌戰鬥的機制，在難度平衡的調整上頗為不易，因此這些測試反饋對於製作組來說便顯得更加珍貴。藉助於大量的測試玩家以及玩家在遊戲中遊玩行為之數據，讓製作組更容易分析哪些卡牌可以保留或需要調整。比方說有一張卡牌的使用率太低可能就反映出這張卡設計得太弱，假如有一張卡總是出現在致勝牌組之中那可能代表該卡設計過強。此外，製作組曾談到他們不想一股腦的增加新卡來擴大單個角色的卡池，卡牌數量過高有時反而會破壞牌組架構的穩定性。
2017年5月3日，《殺戮尖塔》登上Steam綠光，最後成功通過綠光的玩家投票。2017年11月15日，遊戲以搶先體驗形式在Steam平台發售。遊戲最初僅提供兩位可操作角色，並且計畫推出第三位角色。在搶先體驗期間，製作組不斷更新遊戲內容，包含新的卡牌、敵人、藥水與流程事件。之後也開始支援Steam工作坊，讓玩家能分享自製的遊戲模組。2019年1月23日，遊戲結束搶先體驗形式並正式發售。
2019年5月21日，PlayStation 4版發售，由Humble Bundle負責發行。任天堂Switch版將在2019年6月6日發售，同樣由Humble Bundle發行。
2020年1月15日，遊戲中第四位角色「觀者」正式上線，並計畫於未來發行安卓及iOS版本。

## 反響
《殺戮尖塔》在搶先體驗階段就已獲得不少好評，正式版發售後依然維持良好評價，在Metacritic上PC版獲得了92/100的媒體平均分數。
IGN給予遊戲90/100的評分，評論者認為本作完美融合了roguelikes、卡牌與地牢探索等元素，並且創造出全新的遊戲體驗。遊戲機制鼓勵玩家反覆嘗試，就算不斷失敗也能逐漸成長。隨機出現的卡牌、遺物與怪物讓玩家充滿期待與挑戰的動力。雖然經過長時間遊玩後仍會開始失去新鮮感，好在遊戲還提供了每日挑戰模式以及Steam工作坊，讓玩家不會感到無聊。

### 銷量
根據MegaCrit的自述，遊戲於2017年11月搶先體驗剛推出時銷售狀況並不亮眼，前兩週銷量僅有約2000多份，這讓他們十分擔憂，因為遊戲開賣之時通常是銷量最高的時期。雖然他們曾嘗試提供遊戲序號給一些實況主，以及尋找主流媒體來幫忙宣傳，但對於銷量影響不甚明顯。不久後有一位中國大陸的直播主開始遊玩這款遊戲，其遊玩影片擁有超過百萬的觀看人數，隨後MegaCrit發現遊戲銷量突然大幅增加，原因在於受到直播主的影響讓中國觀眾紛紛前來購買遊戲。據官方統計，中國地區的銷量約佔總銷量的30%，高於其他地區。2018年1月，遊戲躍升為Steam一週銷售排行榜的第二名。之後隨著越來越多Twitch實況主與Youtuber的口耳相傳，《殺戮尖塔》在歐美也逐漸引起關注。
2018年4月，遊戲銷量估計突破70萬份。2018年6月，MegaCrit宣布銷量突破100萬。2019年3月，銷量突破150萬。

## 續作
2024年4月，MegaCrit宣布《殺戮尖塔2》（Slay the Spire II）即將在2025年推出搶先體驗。MegaCrit表示大量粉絲對遊戲的支持激勵了他們製作續集。由於Unity 收費機制的改動，《殺戮尖塔2》將在Godot上進行開發。